# Pierre Laurent Buirette de Belloy
Pierre-Laurent Buirette de Belloy noto anche come Dormont De Belloy (Saint-Flour, 17 novembre 1727 – 5 marzo 1775) è stato un drammaturgo e attore teatrale francese.

## Biografia
Venne educato da suo zio, un illustre avvocato di Parigi. Per sfuggire a una professione che non gli piaceva, entrò a far parte di una compagnia di comici che recitavano nelle corti dei sovrani settentrionali. Nel 1758 l'esecuzione del suo Titus, che era già stato prodotto a San Pietroburgo, fu rinviata attraverso gli sforzi di suo zio, e quando apparve, alcune ostilità portarono al suo fallimento, e fu solo dopo la morte dei suoi "guardiani" che de Belloy tornò a Parigi con Zelmire (1762), un dramma fantastico che riscosse un grande successo, divenendo poi un'opera di Gioachino Rossini, Zelmira. Nel 1765 seguì il dramma patriottico Le Siège de Calais.
Le umiliazioni subite dalla Francia nella Guerra dei sette anni assicurarono una buona accoglienza a un'opera teatrale in cui la devozione dei francesi riscattava il disastro. L'entusiasmo popolare non venne influenzato dal giudizio di critici più calmi come Diderot e Voltaire, i quali sottolinearono che la glorificazione della Francia non era stata descritta al meglio da un quadro di sconfitta. De Belloy fu ammesso alla Académie française nel 1772 a seguito delle sue attività di drammaturgo.
Rimane l'unico attore ad avere mai avuto un posto all'Academy. Il suo tentativo di introdurre soggetti nazionali nel dramma francese merita onore, ma bisogna confessare che le sue risorse si sono dimostrate non all'altezza del compito.
Le Siège de Calais fu seguito da Gaston di Bayard (1771), Pedro le cruel (1772) e Gabrielle de Vergy (1777). Nessuno di questi raggiunse il successo dell'opera precedente, e la morte di Belloy, che ebbe luogo il 5 marzo 1775, sarebbe stata affrettata dalle delusioni.